# シネマの扉
シネマの扉（シネマのとびら）は、NHKBS2で2006年4月7日から2007年3月23日まで放送されていたテレビ番組である。

## 概要
映画の魅力をキーワードで探るスタジオトーク番組。
『衛星映画劇場』などで放送される映画のラインナップの中から毎回、2人のゲストがお気に入り作品の魅力や見どころについて語る。
「温故知新」のコーナーでは半田健人が古い名画の魅力を紹介した。

## 放送時間
- 金曜日 21:00 - 21:44

## 司会
- 半田健人
- 柴田祐規子
- 渡邊あゆみ